# エルシニア・エンテロコリティカ感染症

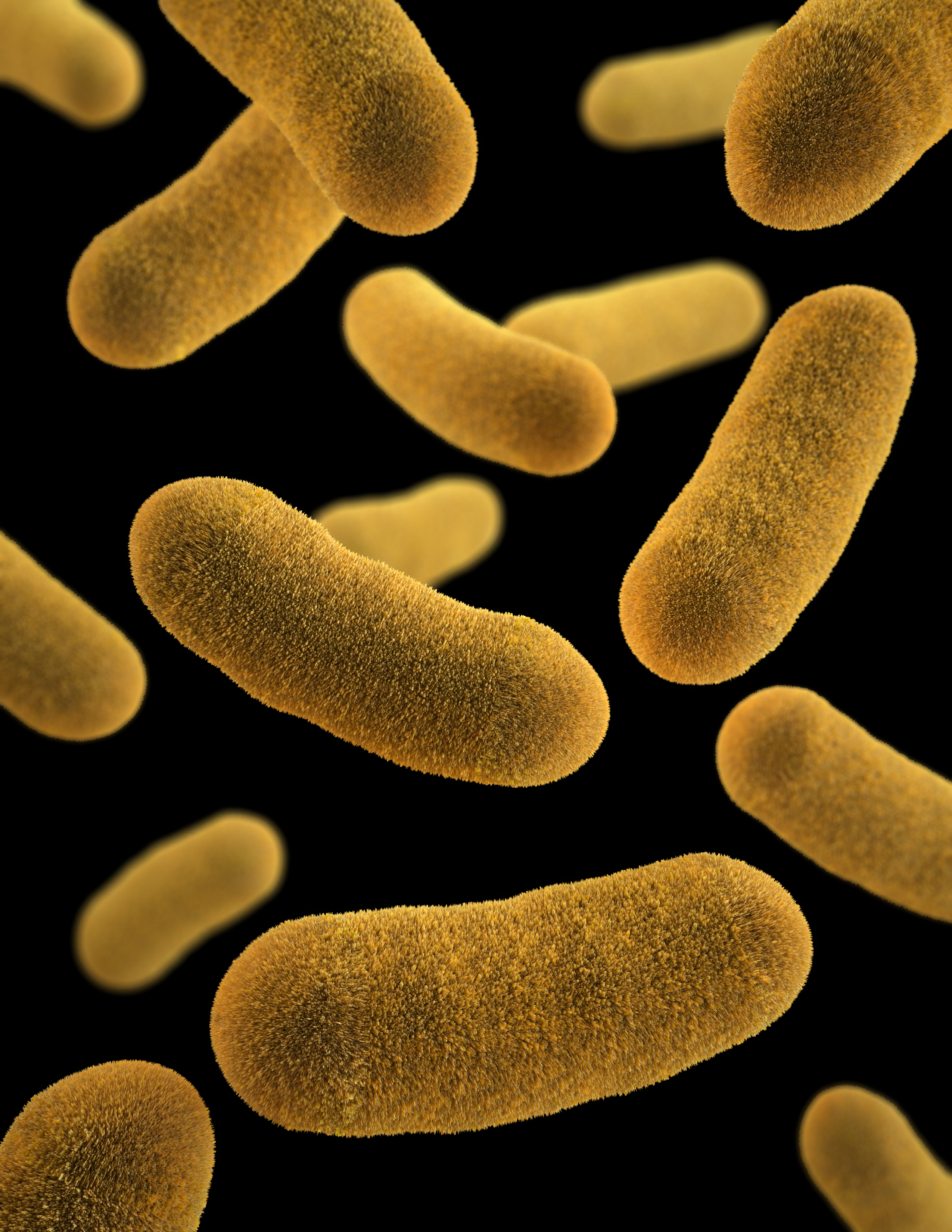
Yersinia enterocoliticaの3DCGイメージ

エルシニア・エンテロコリティカ感染症とは細菌感染を原因とする人獣共通感染症の一つ。

## 原因
腸内細菌科エルシニア属に属するグラム陰性通性嫌気性桿菌であるYersinia enterocolitica感染を原因とする。本菌はほとんど全ての哺乳類、鳥類に感染する。

## 疫学
本菌は1939年にヒトの腸炎患者から初めて分離された。ヒトに対して病原性を示す株は豚、犬、猫に高頻度に分布し、直接あるいは食品を介して経口感染を起こす。0-4℃の低温でも増殖可能であるので冷蔵食品を汚染する恐れがある。

## 症状
潜伏期間は、半日から6日間程度。
- ヒト
  - 発熱、腹痛、下痢、腸炎を主徴とする。

## 診断
ウイダール反応に準じた凝集反応により抗体を検出する。CIN寒天培地で赤色コロニーを形成する。

## 治療
Y. enterocoliticaにはβ-ラクタマーゼ活性があるため、アンピシリンなどのペニシリン系・セフェム系抗生物質に対しては感受性が低い。
米国Center of Disease Control (CDE)はアミノグリコシド系、テトラサイクリン系抗生物質、およびニューキノロン系、ST合剤などの合成抗菌剤が有効であるとしている。

## 予防
食品の汚染防止。